# Open de Nice Côte d'Azur 2016
Open de Nice Côte d'Azur 2016 — тенісний турнір, що проходив на ґрунтових кортах у місті Ніцца, Франція з 16 травня. Належав до категорії ATP World Tour 250.

## Фінальна частина

### Одиночний розряд
Домінік Тім —  Александр Зверєв 6–4, 3–6, 6–0

### Парний розряд
Хуан Себастьян Кабаль /  Роберт Фара —  Мате Павич /  Майкл Вінус 4–6, 6–4, [10–8]